# Stigma (2007)
Stigma is een korte Amerikaanse dramafilm (5 min.) over een hiv-positieve man die zijn ziekte nog niet heeft geopenbaard aan anderen, totdat de receptioniste van een kliniek dit openlijk onthult en hiermee zijn behandeling voorkomt.
De film werd geschreven en geregisseerd door Quincy Minor.